# Vit trattskivling
Vit trattskivling (Clitocybe candicans) är en svampart som först beskrevs av Christiaan Hendrik Persoon, och fick sitt nu gällande namn av Paul Kummer 1871. Vit trattskivling ingår i släktet Clitocybe och familjen Tricholomataceae. Arten är reproducerande i Sverige. Utöver nominatformen finns också underarten dryadicola.

## Galleri

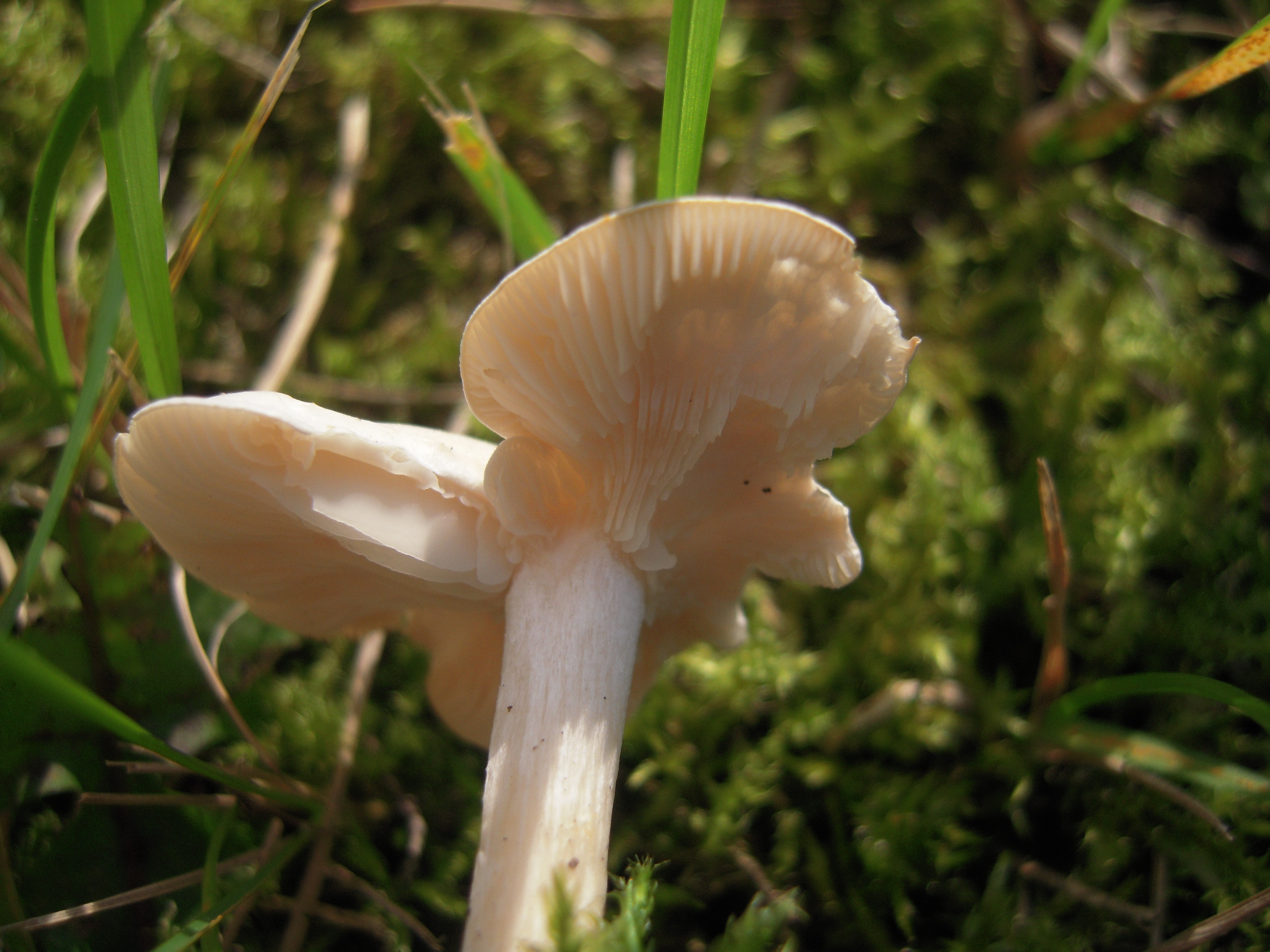
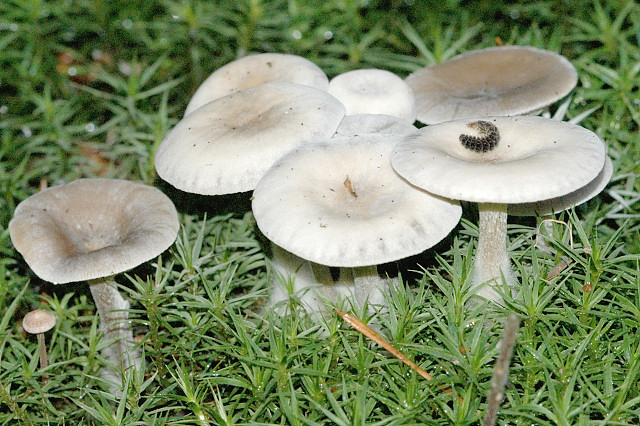
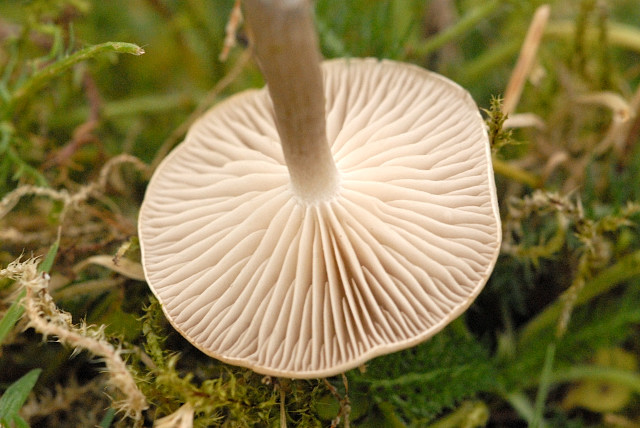
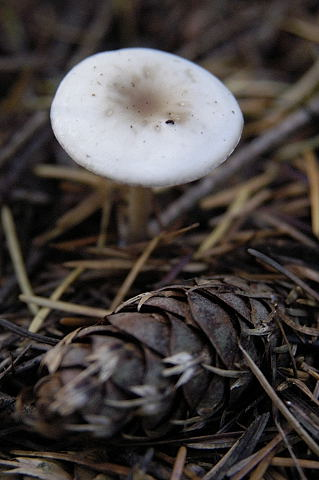